# Solanum buddleifolium
Solanum buddleifolium är en potatisväxtart som beskrevs av Otto Sendtner. Solanum buddleifolium ingår i släktet skattor som ingår i familjen potatisväxter. Inga underarter finns listade i Catalogue of Life.